# Faza Księżyca

Kolejne fazy Księżyca obserwowane z półkuli północnej Ziemi.

Kolejne fazy Księżyca obserwowane z półkuli południowej Ziemi.

Pozorny ruch Księżyca po sferze niebieskiej odbywa się z zachodu na wschód z prędkością ok. 13° na dobę. Widok na półkulę północną Ziemi.

Animacja faz Księżyca

Faza Księżyca określa oglądaną z Ziemi część Księżyca oświetloną przez Słońce.
Ponieważ Słońce oświetla zawsze (poza zaćmieniami) tylko połowę powierzchni Księżyca, jego fazy są rezultatem oglądania tej połowy pod różnymi kątami spowodowanymi różnymi
położeniami Słońca, Ziemi i Księżyca względem siebie.

## Wyróżnione fazy
- nów (numer 1 na ilustracji): obszar zwrócony do Ziemi nie jest oświetlony;
- kwadra pierwsza (3);
- pełnia (5): jest wtedy oświetlony cały obszar zwrócony do Ziemi;
- ostatnia kwadra (7).

Gdy Księżyc jest w pełni, znajduje się po przeciwnej stronie Ziemi niż Słońce. Jego położenie na sferze niebieskiej jest w przybliżeniu przeciwległe do położenia Słońca. Księżyc wówczas znajduje się w kulminacji górnej (góruje) około północy, w kulminacji dolnej zaś (dołuje) – w południe. Natomiast w nowiu położenie Księżyca na sferze niebieskiej jest bliskie położeniu Słońca. Księżyc wówczas znajduje się w kulminacji górnej w południe, w kulminacji dolnej zaś – o północy.
Pomiędzy dwiema kolejnymi takimi samymi fazami Księżyca (np. dwiema pełniami) upływa okres około 29,5 doby, czyli miesiąc synodyczny. Ze względu na ruch Ziemi wokół Słońca, okres ten jest różny od okresu obiegu Księżyca wokół Ziemi, czyli miesiąca gwiazdowego (syderycznego).

## Mnemotechnika
Patrząc na księżyc, można ocenić, w której fazie się znajduje:

### Obserwator na półkuli północnej Ziemi
Jeżeli ma kształt litery D, to znaczy, że się Dopełnia, Dobiera, robi się Duży, Dąży do pełni, jest podobny do litery P jak pierwsza kwadra – czyli nadchodzi pełnia.
Jeżeli ma kształt litery C, to się Cofa, Cienieje, Ciemnieje, Chudnie, trzeCia kwadra – jest już po pełni.
Klasyczny sposób zapamiętywania tej zasady na podstawie podobieństw do liter C i D oparto w języku łacińskim na sformułowaniu „Luna mendax” (księżyc kłamca). W języku łacińskim słowo Crescit oznacza „rośnie, zwiększa się”, natomiast Decrescit – „maleje, zmniejsza się”. Kształt pierwszej litery jest więc odwrotny niż obserwowany kształt Księżyca.

Inny sposób to zapamiętanie symbolu Potrójnej Bogini: 
Przedstawia on kolejno od lewej do prawej: rosnący, pełny oraz malejący Księżyc.

### Obserwator na półkuli południowej Ziemi
Na półkuli południowej sytuacja jest odwrotna, czyli księżyc w kształcie litery C dąży do pełni, a w kształcie litery D – zmniejsza się. Można wówczas korzystać z języka „australijskiego”: becomes Complete – staje się pełny, becomes Dark – staje się ciemny . Symbol Potrójnej Bogini będziemy „odczytywać” od prawej strony do lewej.

## Księżyca „przybywa”
Księżyc przybywający (obserwator widzi coraz większą część jego tarczy) – to czas od nowiu po pełnię, trwający 14 3/4 doby, podczas którego zachodzą następujące zmiany faz Księżyca:
- nów (1) – Księżyca nie widać (zwrócona ku Ziemi półkula jest nieoświetlona),
- pierwsza kwadra (3) – widać całą zachodnią[a] (tzn. dla obserwatora na północnej półkuli Ziemi – prawą)[3] połowę tarczy; od nowiu Księżyc pokonał 1/4 swojej orbity,
- pełnia (5) – widać całą tarczę

## Księżyca „ubywa”
Księżyc ubywający (obserwator widzi coraz mniejszą część jego tarczy) – to czas od pełni do nowiu, trwający 14 3/4 doby, podczas którego zachodzą następujące zmiany faz Księżyca:
- pełnia (1) – widać całą tarczę,
- ostatnia kwadra (3) – widać całą wschodnią[b] (tzn. dla obserwatora na północnej półkuli Ziemi – lewą) połowę tarczy; od nowiu Księżyc pokonał 3/4 swojej orbity,
- nów (5) – Księżyca nie widać (zwrócona ku Ziemi półkula jest nieoświetlona)

## Historia
Pierwszy udokumentowany przypadek poprawnego wyjaśnienia faz Księżyca pochodzi od greckiego filozofa Anaksagorasa.